# Olpium fuscimanum
Olpium fuscimanum är en spindeldjursart som beskrevs av Beier 1957. Olpium fuscimanum ingår i släktet Olpium och familjen Olpiidae. Inga underarter finns listade i Catalogue of Life.